# Бір'яні
Бір'яні (насталік: بریانی, biryani, biriani або beriani) — група різноманітних страв індійської кухні, що готуються з рису (зазвичай басматі) з додаванням спецій, м'яса, риби, яєць або овочів.
Бір'яні є однією із найпопулярніших страв у Південній Азії, а також серед діаспори з регіону. Подібні страви також готують в інших частинах світу, таких як Ірак, М'янма, Таїланд і Малайзія. Це єдина страва, яку найчастіше замовляють в індійських службах онлайн-замовлення та доставки їжі, і її позначають як найпопулярнішу страву в Індії.

## Історія
Страва потрапила до Південної Азії з мусульманськими торговцями, а її варіанти і досі трапляються на Аравійському півострові. Назва страви походить з перського слова beryā(n), بریان — «смажений».
Страва схожа на плов, проте під час приготування бір'яні рис відварюють у воді, а потім відціджують. Тоді як під час приготування плову, вода повністю поглинається рисом та овочами у страві. Бір'яні завжди готується шарами, принаймні один шар з м'ясом або овочами, а інший — смаженої цибулі. У випадку з пловом овочі, м'ясо та рис обсмажують разом, а потім варять у заздалегідь визначеній кількості води. Кількість спецій, що використовуються для приготування бір'ані, буде значно вищою, ніж у плові.
Думки розходяться щодо відмінностей між пловом та бір'яні та щодо того, чи насправді між ними існує різниця. За словами історика з Делі Сохаїла Хашмі, плов, як правило, простіший, ніж бір'яні, і складається з м'яса чи овочів, приготованих з рисом, картоплею або цибулею на дні. Бір'яні містить більше підливи (або яхні) і часто готується довше, залишаючи м'ясо або овочі більш ніжними, а рис - більш аромантим. В ньому також готують з додатковими заправками і часто мають легкий шар сокаррату на дні.
Автор Пратібха Каран стверджує, що хоча терміни часто застосовуються довільно, головна відмінність полягає в тому, що бір'яні складається з двох шарів рису з шаром м'яса та овочів посередині, тоді як плов не складається.

## Галерея

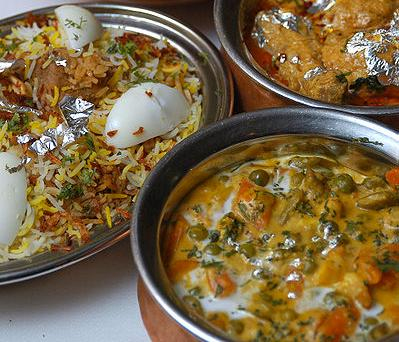
Гайдарабадські бір'яні та інші страви
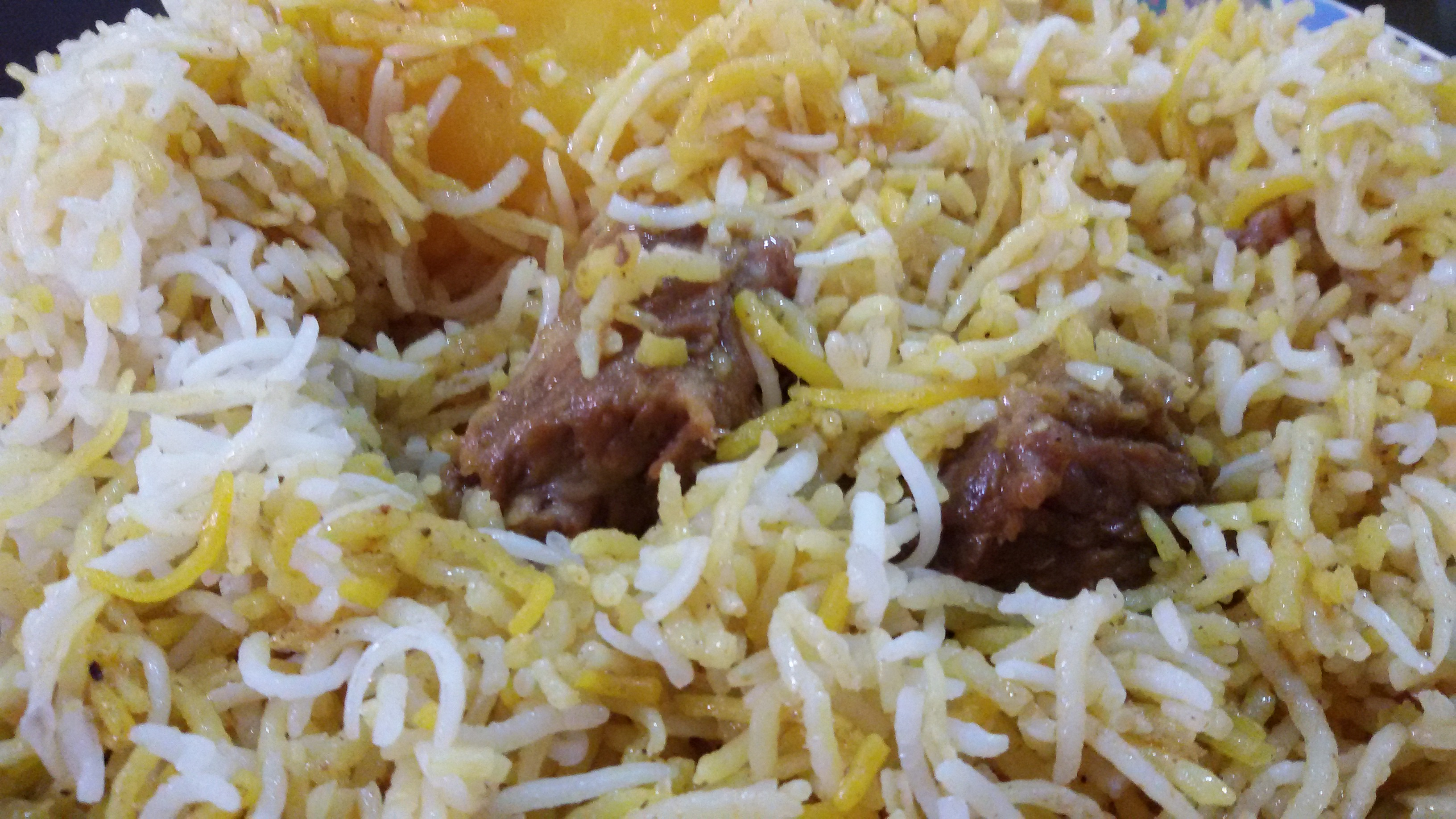
Бір'яні з яловичини
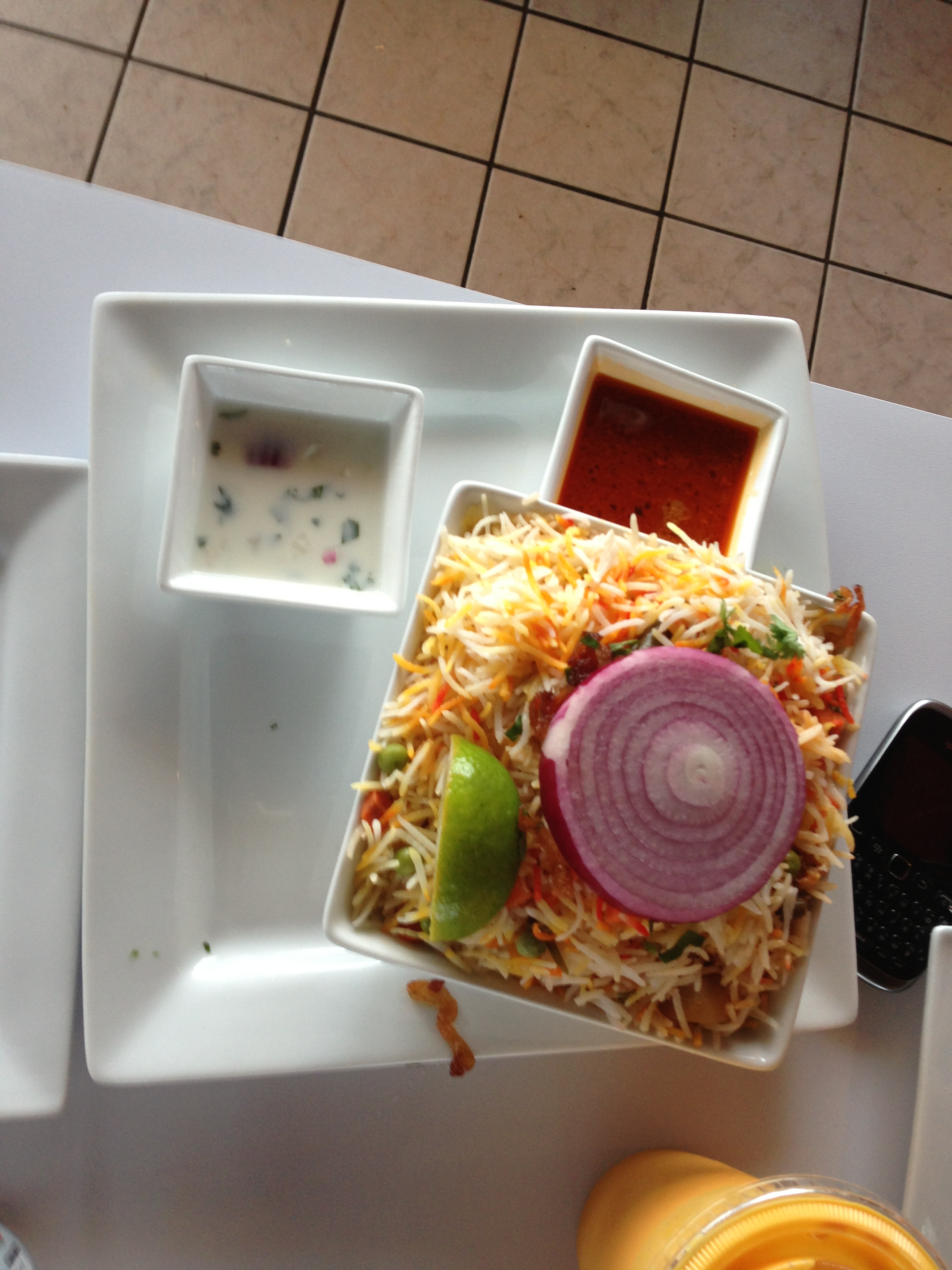
Овочевий бір'яні
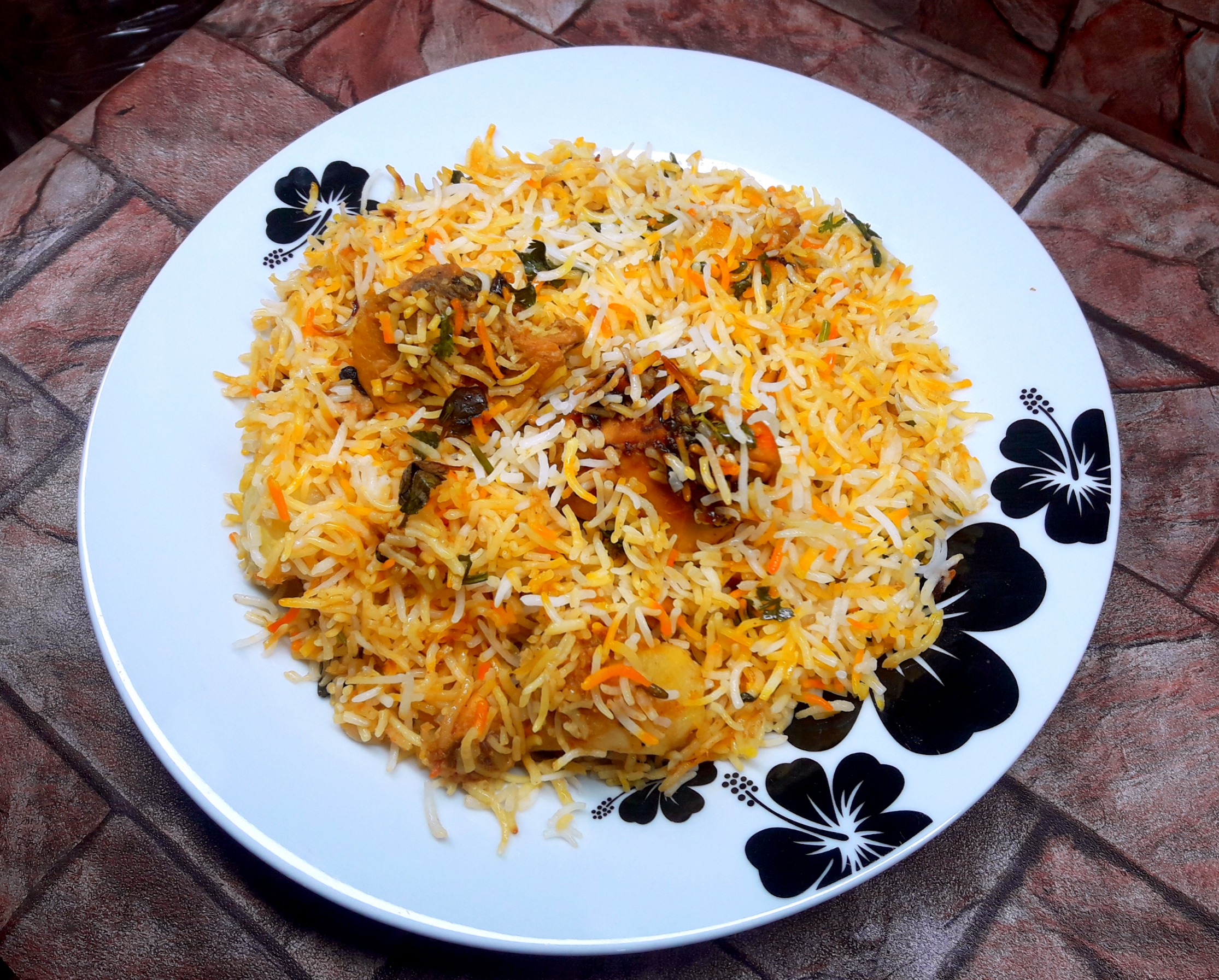
Бір'яні в Лахорі
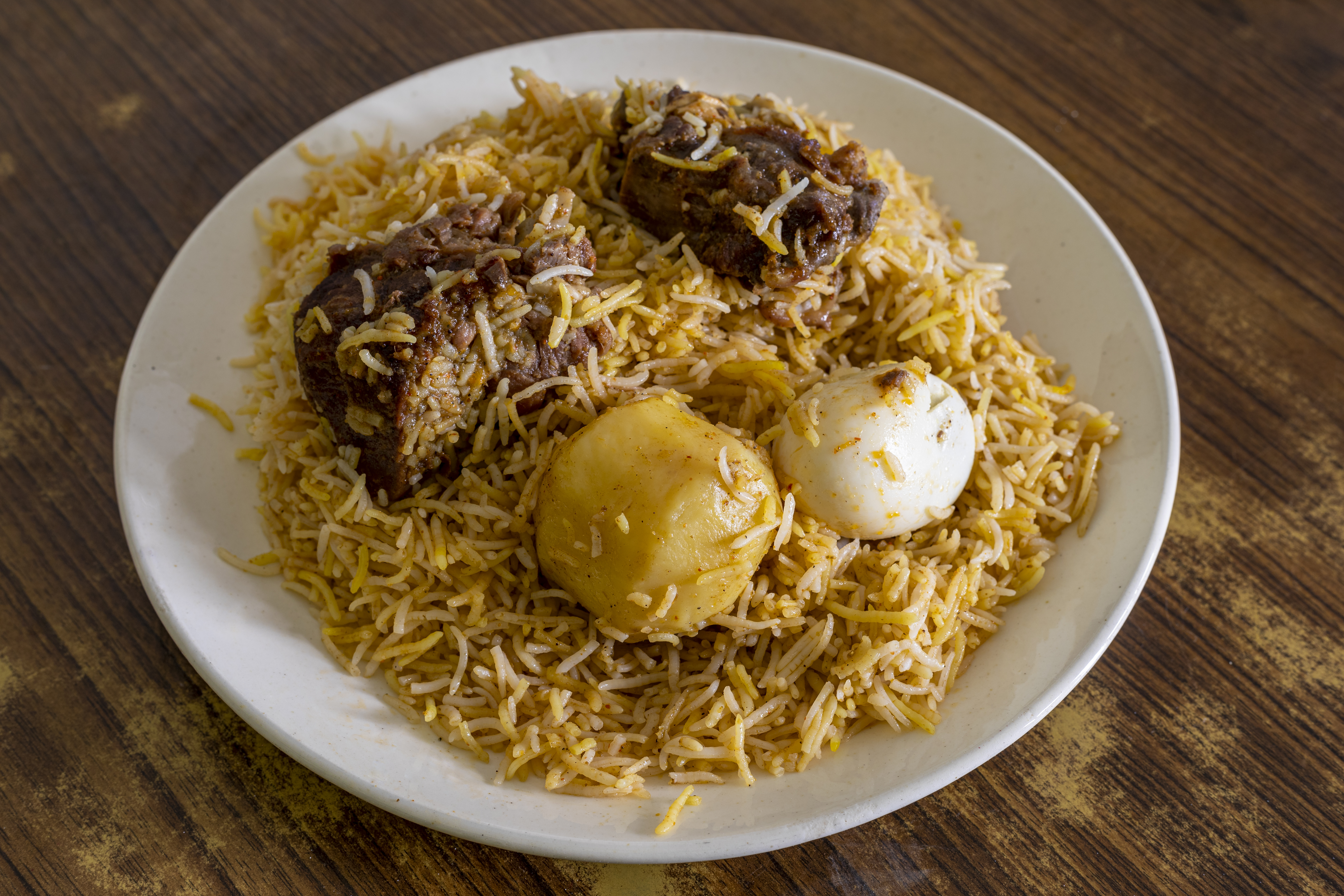
Колката бір'яні
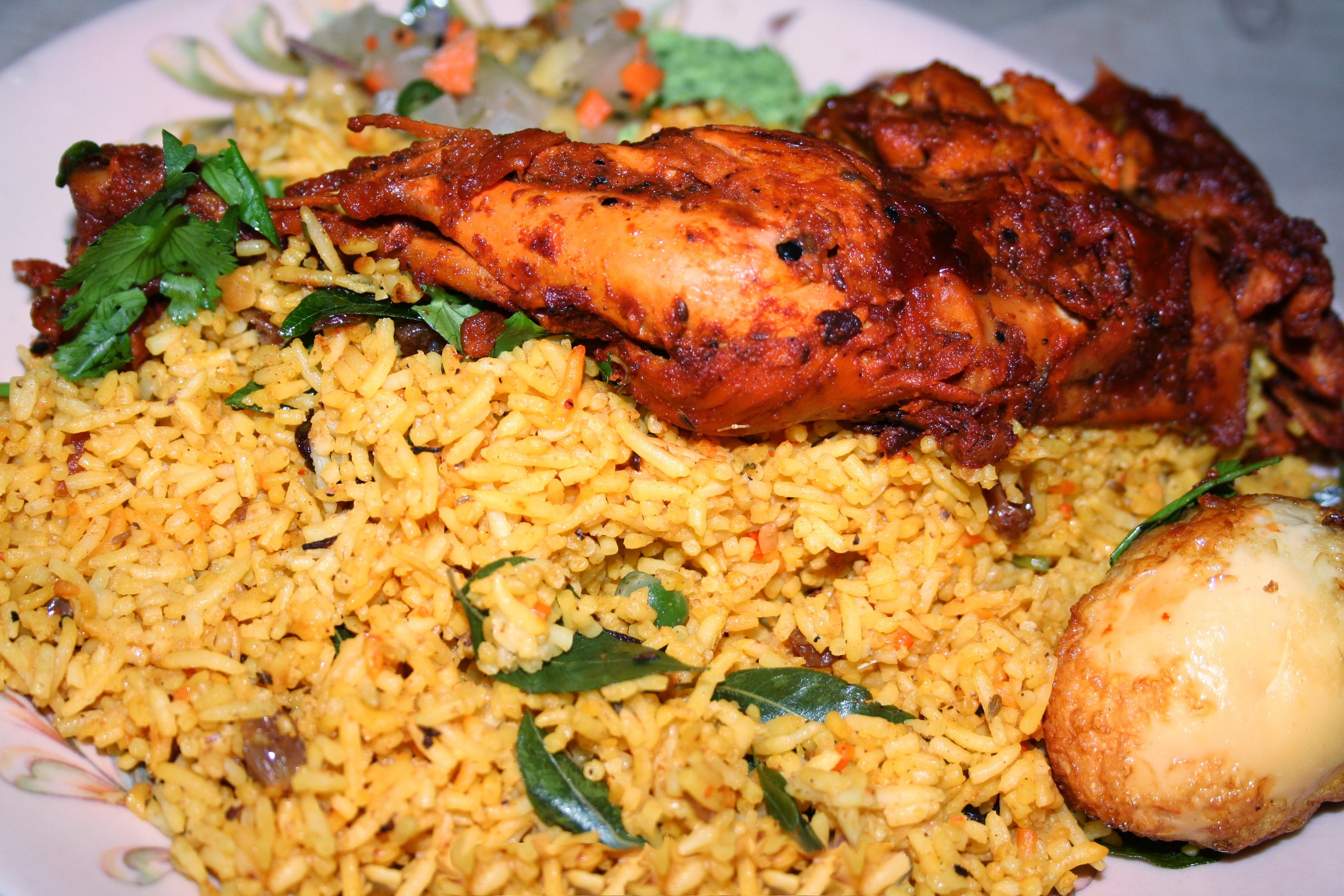
Курячі бір'ані із Шрі-Ланки